# District de Kysucké Nové Mesto
Le district de Kysucké Nové Mesto est l'un des 79 districts de Slovaquie dans la région de Žilina.

## Démographie

### Évolution de la population
| Année:               | 1994.  | 2004.   | 2014.   | 2024.   |
| -------------------- | ------ | ------- | ------- | ------- |
| Nombre de personnes: | 33 019 | 33 944  | 33 158  | 32 540  |
| Différence:          |        | +2,80 % | -2,31 % | -1,86 % |

| Année:               | 2023.  | 2024.   |
| -------------------- | ------ | ------- |
| Nombre de personnes: | 32 642 | 32 540  |
| Différence:          |        | -0,31 % |

## Liste des communes
Source :

### Ville
- Kysucké Nové Mesto

### Villages
Dolný Vadičov · Horný Vadičov · Kysucký Lieskovec · Lodno · Lopušné Pažite · Nesluša · Ochodnica · Povina · Radoľa · Rudina · Rudinka · Rudinská · Snežnica